# Farkas Ferenc (kereskedő)
Farkas Ferenc Mihály (Csetnek, 1809. október 28. (keresztelés) – Pest, 1864. augusztus 1.) kereskedő, mecénás, a Debreceni Zenede alapítója.

## Élete
A Gömör vármegyei Csetneken született Farkas Mihály kereskedő és Kolner Zsuzsanna fiaként, evangélikus családban. 12 éves korára teljes árvaságra jutva Debrecenbe került, ahol nagybátyja, Kolner Illés nevelte, taníttatta. Kereskedelmi tanulmányokat végzett, majd 1836-ban saját vaskereskedést alapított. Ennek révén rövidesen a város legvagyonosabb polgárai közé emelkedett. Szenvedélyesen érdeklődött az éneklés és a zene iránt: megszervezte a város első hangversenyeinek egyikét, melyen mint énekes maga is föllépett. 1856-ban a kereskedelmi és iparkamara elnökévé választották, egyúttal minden, akkoriban Debrecenben működő egylet választmányi tagja volt. A Zenedei Egylet elnökeként az ő kezdeményezésére és hathatós anyagi hozzájárulásával alapították meg 1861-ben a Debreceni Zenedét: az első olyan magyarországi zeneiskolát, melyben kizárólag magyar nyelven folyt az oktatás. Ugyanez évben hozta létre a Színügyi Egyletet, melynek első évében elnöke is volt: támogatta Debrecen első állandó színházának, színtársulatának megteremtését, valamint tevékenyen részt vett a Hortobágy című folyóirat megindításában. 1864-ben súlyosan megbetegedett, és gyógykezelés végett Pestre utazott: ott halt meg 1864. augusztus 1-jén, 55 évesen. Holttestét augusztus 3-án szállították vissza Debrecenbe, és ünnepélyes keretek között temették el a Cegléd utcai sírkertben. 

### Családja
1843-ban kötött házasságot a szerencsi születésű Than Jozefával, aki 24 évvel élte őt túl, 1888-ban Budapesten hunyt el. 5 gyermekük született:
- Irma (1845–1927) színésznő, Temesváry Lajos színigazgató felesége.
- Ferenc (1847–1875) városi aljegyző
- Jenő (1849–?)
- Géza (1851–?) ügyvéd, Schaffer Anna színésznő férje.
- Ida (1853–?) Lazár Gyula m. kir. törvényszéki jegyző felesége